# Evelyne Baert
Pour les articles homonymes, voir Baert.
Evelyne Baert est une ancienne cycliste belge, née le 27 octobre 1975 à Courtrai.

## Palmarès
- 1995
  - 2e de Sinaai
  - 2e de Oudenburg
  - 3e de Bernimont
- 1996
  - 2e de Zellik
- 1997
  - 3e de Oostduinkerke
  - 3e de Waasmunster

### Championnats nationaux
- 1993
  -  Championne de la poursuite
- 1994
  - 2e du 500 mètres
  - 2e de la course aux points
- 1995
  -  Championne de la poursuite
  -  Championne de l'omnium
  -  Championne de la course aux points
  - 2e du 500 mètres
- 1996
  -  Championne de l'omnium